# 长角豆

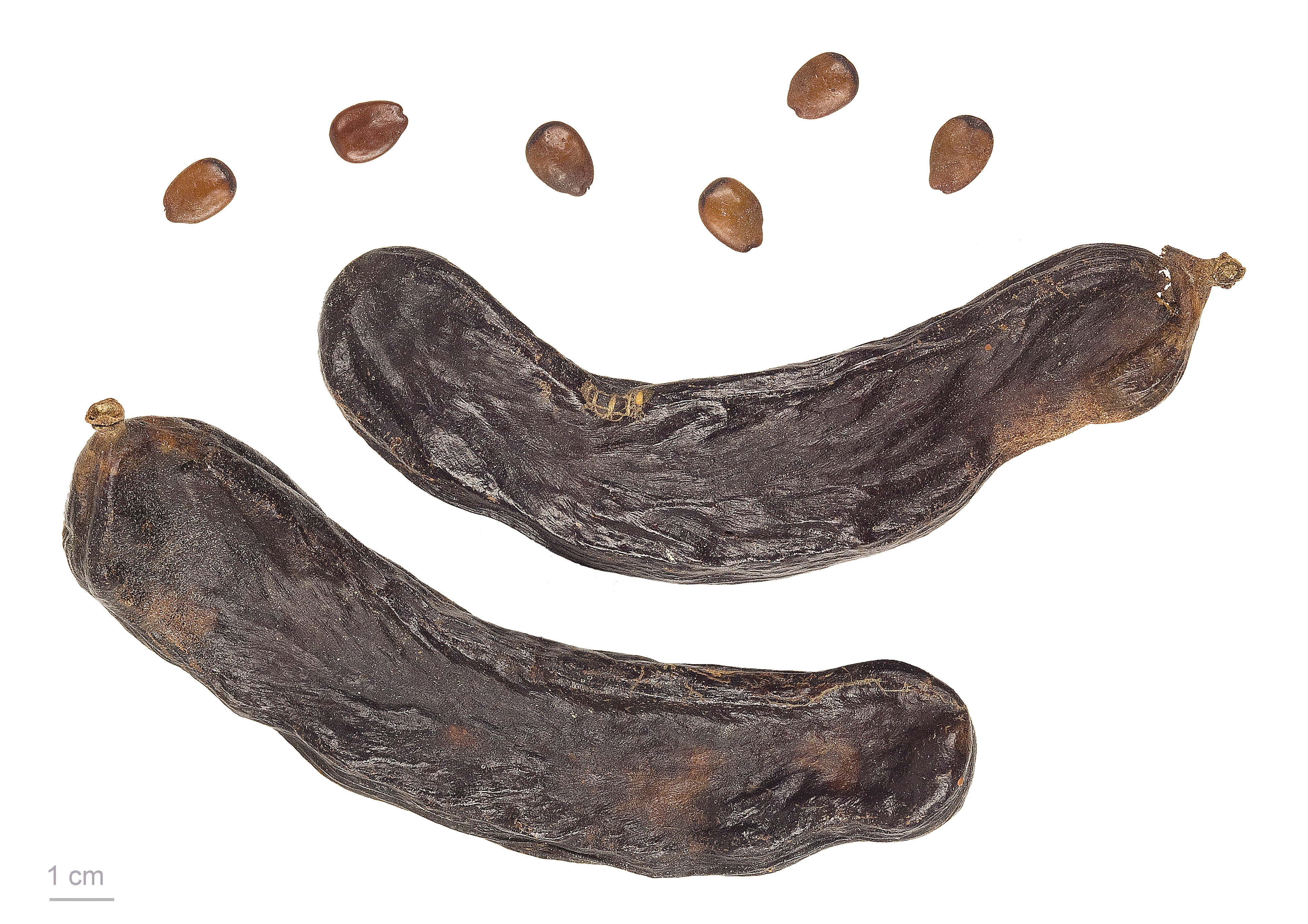
豆莢和種籽

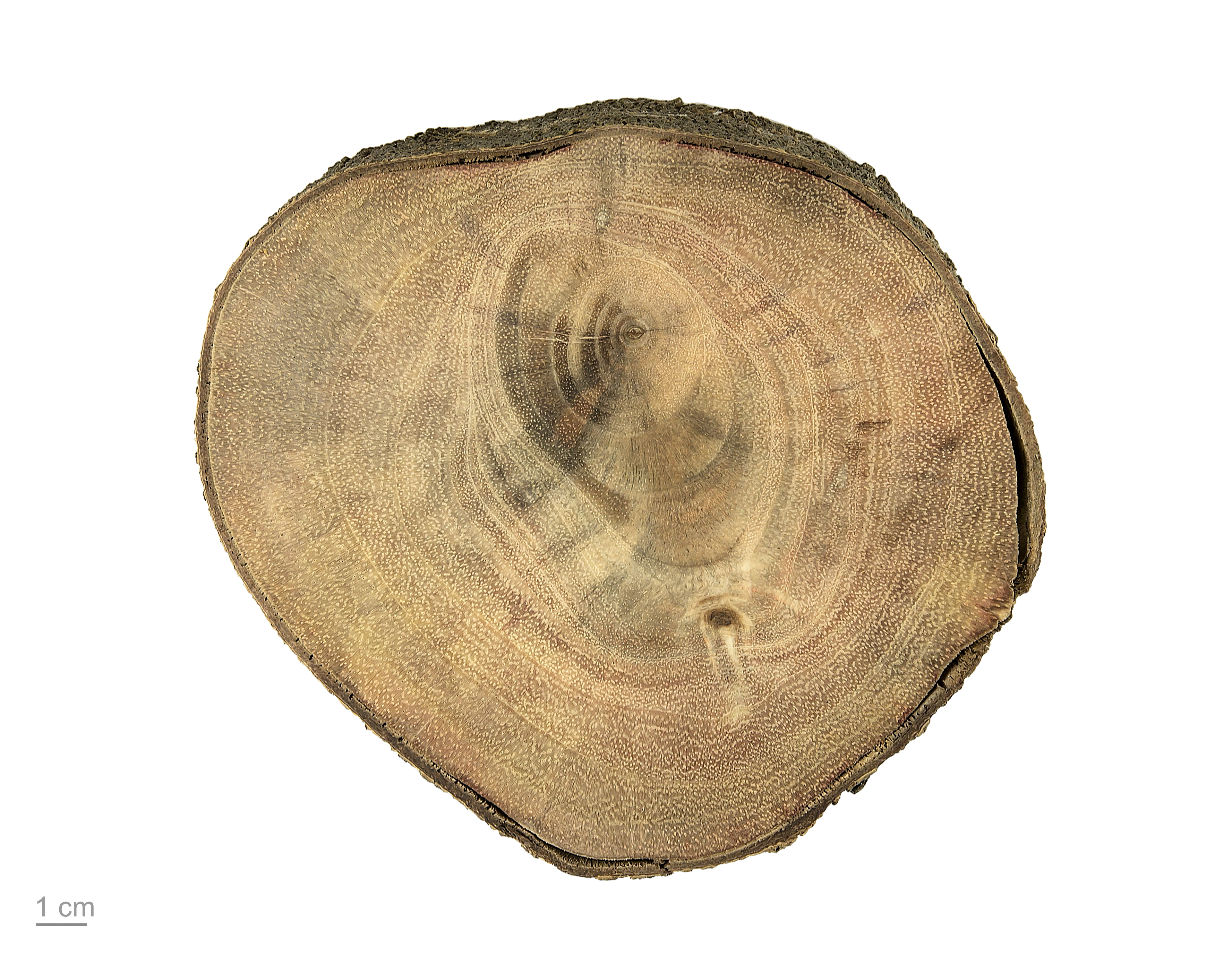
木頭橫切面

长角豆（学名：Ceratonia siliqua）是豆科长角豆属的植物，原產于地中海东部。目前已由人工引种栽培。由於這種子的重量一致（重量多在200毫克左右），所以早期鑽石的重量用這種植物的種子稱量。直至1907年國際商定為寶石計量單位「克拉」開始沿用至今。

## 使用
果實可食，糖份很高，可以用來製糖漿。
其木材適合作為柴。